# The Goon Show
A The Goon Show (Gyogyós Show) brit rádiós vígjáték-sorozat 1951-1960 között.
Spike Milligan ötlete alapján jött létre a műsor. Az egyenként 30 perces epizódokat Spike Milligan, Larry Stephens, Eric Sykes írták. A tizenegy év alatt 260 epizódot készítettek. 
A cselekmény szürreális humoros jellegű, állandó karakterekkel, szójátékok, hangeffektek kíséretében. A sorozat segített abban is, hogy fejlesszék a hanghatások használatát a rádióműsorokban.  
A show szatírája volt a modern életnek Nagy-Britanniában, parodikusan közvetítette az akkori üzleti, kereskedelmi, 
művészeti, politikai, diplomáciai életet, valamint parodizálta a rendőrséget, a katonaságot és az oktatást is.
Az előadók: Harry Secombe, Peter Sellers, Spike Milligan, Michael Bentine. Bentine két évad után otthagyta a műsort.
A műsor nagy befolyással volt későbbi alkotókra, Peter Cookra, Marty Feldmanra, a Monty Python csoport tagjaira. 
A műsort manapság is ismétlik a rádióban és most is nagyon népszerű széles körben. III. Károly brit király is nagy rajongója a show-nak.